# Euronews-hoofdkantoor
Het Euronews-hoofdkantoor is het hoofdkantoor van het nieuwsagentschap Société Opératrice de la Chaîne Multilingue d’Information Euronews, kortweg Euronews. Het staat in de wijk La Confluence in Lyon (Frankrijk).

## Geschiedenis
Bij de oprichting van het agentschap in 1993 was het hoofdkantoor in Écully, nabij Lyon. 
In 2011 startte het nieuwsagentschap met de bouw van een nieuw hoofdkantoor in La Confluence, aan de oevers van de rivier de Saône. Het staat op de kaai genoemd Quay Rambaud. De bouw paste in een renovatie van verlaten dokken. Het architectenbureau was Jakob+MacFarlane in Parijs. Het gebouw telt zes verdiepen en heeft de vorm van een kubus. De kubus is geperforeerd door twee kegels waarbij de basis naar de Saône staat. Op deze manier is er een inkijk vanop de oever of een uitzicht vanuit de burelen op het water, wat symbool staat voor de ogen van het nieuwsagentschap. De architecten kozen voor groen omwille van de kleur van de Saône (in sommige seizoenen) en de groene kleur van de oevers aan de overzijde: de heuvels van Balmes.
In 2015 was het gebouw klaar. Sinds 2015 is Euronews er gevestigd. In 2023 verhuisde het bedrijf naar Brussel.